# Brigata bersaglieri "Garibaldi"
La Brigata bersaglieri Garibaldi è una grande unità dell'Esercito Italiano.
È stata impegnata negli ultimi anni nell'ambito di numerose operazioni multinazionali a supporto della pace e della sicurezza internazionale, sotto l'egida della NATO e dell'ONU.

## Storia

### La brigata meccanizzata
Venne costituita a Pordenone nel 1975 come unità di fanteria meccanizzata con la denominazione di 8ª Brigata meccanizzata "Garibaldi" e inquadrata nella Divisione corazzata "Ariete" del V Corpo d'armata di Vittorio Veneto.
Con la denominazione di "Garibaldi" si è voluto sottolineare l'antico legame tra i bersaglieri e l'Eroe dei Due Mondi, un legame risalente al 1849 quando Luciano Manara si aggregò con il suo Battaglione bersaglieri Lombardi" al "Corpo Volontario Garibaldino" partecipò alla difesa della Repubblica romana, combattendo a Villa Corsini e perdendo poi la vita a Villa Spada. Il legame si sarebbe poi consolidato con la formazione "Bersaglieri Mantovani", della quale fecero parte i 
garibaldini Goffredo Mameli, Nino Bixio e Pilade Bronzetti.
Al momento della sua costituzione la sua fisionomia organica era la seguente:
- Reparto comando e trasmissioni "Garibaldi" stanziato a Pordenone
- 3º Battaglione bersaglieri "Cernaia" stanziato a Pordenone
- 26º Battaglione bersaglieri "Castelfidardo" stanziato a Maniago PN)
- 7º Battaglione carri "M.O. Di Dio" stanziato a Vivaro (PN)
- Compagnia bersaglieri controcarri "Garibaldi" stanziata a Vivaro (PN)
- 19º Gruppo artiglieria da campagna semovente "Rialto" stanziato a Sequals (PN)
- Compagnia genio pionieri "Garibaldi" stanziata a Orcenico Superiore (PN)
- Battaglione logistico "Garibaldi" stanziato a Pordenone
- 120º Battaglione fanteria d'arresto "Fornovo" stanziato a Ipplis (UD)

Il 1º luglio 1976 entra a far parte della brigata l'11º Battaglione bersaglieri "Caprera", proveniente dal disciolto 182º Reggimento fanteria corazzato "Garibaldi" di cui ereditò la Bandiera di guerra con le relative decorazione, che trasferì la sua sede da Sacile a Orcenico Superiore.
Il Comando della Brigata ed i reparti dipendenti vengono impiegati nelle operazioni di soccorso alle popolazioni funestate dal terremoto del Friuli del 1976 ed in Campania colpita dal terremoto del 1980. Per l'intervento in Friuli la Brigata venne insignita della Medaglia d'argento al valor civile ed il Comune di Osoppo le conferì la cittadinanza onoraria.
Con l'abolizione del livello divisionale dall'11 ottobre 1986 la 8ª Brigata meccanizzata "Garibaldi" è passata alle dirette dipendenze del Comando del 5º Corpo d'armata.

### La brigata bersaglieri
Il 1º luglio 1991, la Brigata è trasferita in Campania, è posta alle dipendenze del Comando Regione Militare Meridionale, cambiando denominazione in 8ª Brigata Bersaglieri "Garibaldi".
Con il trasferimento in Campania veniva disposto un radicale riassetto ordinativo della brigata, che nella nuova configurazione inquadrava i Battaglioni bersaglieri 3° "Cernaia" e 67° "Fagarè", il 91º Battaglione fanteria "Lucania", il 19º Gruppo Squadroni "Cavalleggeri Guide" (elevato al rango di reggimento il 5 agosto 1991), il 31º Battaglione carri "M.O. Andreani", l'11º Gruppo artiglieria da campagna semovente "Teramo" e il Battaglione logistico "Garibaldi".
Nel 1992-93, nell'ambito del riordinamento della Forza Armata, che ristabiliva il livello reggimentale, abolito nel 1975, mutava ancora fisionomia organica ed inquadrava Comando, Reparto Comando e Supporti Tattici, i reggimenti 8° e 18º Bersaglieri, 19° "Cavalleggeri Guide", 131º carri, 11º Artiglieria da campagna semovente "Teramo" ed i Battaglioni 91° "Lucania" e Logistico "Garibaldi".
I reparti della brigata sono stati impegnati da ottobre a dicembre 1993 in Sicilia, nell'operazione "Vespri Siciliani". 
Nel 1994 la Brigata ha assunto il nome di Brigata bersaglieri "Garibaldi"
Nel 1997 la Brigata è entrata a far parte del Comando delle forze operative di proiezione costituitosi in seguito ad un processo di riorganizzazione dell'Esercito Italiano, nell'ambito dei provvedimenti connessi con l'attuazione del Nuovo Modello di Difesa dalla riconfigurazione del III Corpo d'armata.
La fisionomia organica era la seguente:
- 4º Reparto Comando e Supporti Tattici "Garibaldi" stanziato a Caserta
- 8º Reggimento bersaglieri stanziato a Caserta
  - 3º Battaglione Bersaglieri "Cernaia" stanziato a Caserta
- 18º Reggimento Bersaglieri stanziato a Cosenza
  - 67º Battaglione Bersaglieri "Fagarè" stanziato a Cosenza
- 131º Reggimento carri stanziato a Persano (SA)
  - 31º Battaglione Carri "M.O. Andreani" stanziato a Persano (SA)
- 19º Reggimento "Cavalleggeri Guide" stanziato a Salerno
  - 1º Gruppo Squadroni Esplorante stanziato a Salerno
- 11º Reggimento Artiglieria Semovente stanziato a Persano (SA)
  - 11º Gruppo artiglieria da campagna semovente "Teramo" stanziato a Persano (SA)
- Reparto Sanità "Garibaldi" stanziato a Caserta
- Battaglione Logistico "Garibaldi" stanziato a Caserta

Il 1º dicembre 2000, quando, in seguito alla riorganizzazione della struttura NATO, il Comando Forze di Proiezione venne riconfigurato in comando di pianificazione cedendo le sue pedine operative al 1° e al 2º COMFOD, per essere successivamente riorganizzato in Corpo d'Armata di Reazione Rapida andando a costituire il NATO Rapid Deployable Corps - Italy. la Brigata bersaglieri "Garibaldi", venne posta alle dipendenze del 2º COMFOD, il 2º Comando delle forze di difesa di San Giorgio a Cremano nella città metropolitana di Napoli.
Il 1º febbraio 2001 il Battaglione Logistico "GARIBALDI" ed il Reparto Sanità "GARIBALDI" escono dai ranghi della Brigata Bersaglieri "GARIBALDI" e vengono inquadrati nel 10º Reggimento di Manovra.
Il 1º ottobre 2001 l'11º Rgt. a. "TERAMO" viene ridenominato 8º Rgt. a. "PASUBIO".
1º gennaio 2005, a seguito di un provvedimento di riordino dell'Esercito Italiano, il 18º Reggimento bersaglieri di Cosenza, una delle prime unità ad essere professionalizzate e con maggior esperienza in campo operativo dell'Esercito Italiano, è stato ridenominato 1º Reggimento bersaglieri, a sua volta rivitalizzato e con propria Bandiera.
Con la riforma dello strumento militare nazionale del 2013, soppresso il 131º Reggimento carri, acquisisce dalla Brigata Corazzata "Ariete" il 4º Reggimento Carri, contestualmente trasferito da Bellinzago Novarese a Persano. Acquisisce inoltre il 10º Reggimento Logistico di Manovra dal soppresso Comando Logistico di Proiezione, che sarà in seguito rinominato Reggimento Logistico "Garibaldi".
La sede del Comando Brigata è Caserta e la Brigata bersaglieri "Garibaldi" ed i suoi reparti sono dislocati tra Campania e Calabria. Dal 5 luglio 2016 la brigata è transitata alle dipendenze del (COMFODI - SUD), Comando Forze Difesa Interregionale Sud di Napoli e poco dopo alla Divisione "Acqui".
Nel gennaio 2022 la brigata è posta alle dirette dipendenze del Comando Forze Operative Sud.
Il 4 gennaio 2023 al Reparto Comando e Supporti tattici della Brigata bersaglieri "Garibaldi" è stata assegnata la bandiera di guerra del 4º reggimento bersaglieri assumendo la denominazione di 4º Reparto Comando e Supporti tattici "Garibaldi".

## I comandanti
| 8ª Brigata meccanizzata "Garibaldi" (1975-91): - Col. Filiberto Bertolazzi - Gen. B. E. Michele Santaniello - Gen. B. Gianfranco Lalli - Gen. B. Sandro Romagnoli - Gen. B. Luigi Ramponi - Gen. B. Renato Divino - Gen. B. Giovanni Caruso - Gen. B. Romualdo Carmignani - Gen. B. Pardo Iasenzaniro - Gen. B. Giancarlo Fabbri - Gen. B. Carlo Bellinzona - Gen. B. Aldo Di Mascolo 8ª Brigata bersaglieri "Garibaldi" (1991-92): - Gen. B. Ciro Marinelli Brigata bersaglieri "Garibaldi" (1992-oggi): - Gen. B. Aldo Di Mascolo - Gen. B. Agostino Pedone - Gen. B. Mauro Del Vecchio - Gen. B. Domenico Villani - Gen. B. Vincenzo Lops - Gen. B. Giovan Battista Borrini - Gen. B. Carmine De Pascale (dal 28 aprile 2005) - Gen. B. Vincenzo Iannuccelli (dal 24 gennaio 2007) - Gen. B. Luigi Scollo (dal 25 gennaio 2009) - Gen. B. Giuseppenicola Tota (dal 18 settembre 2009) - Gen. B. Antonio Vittiglio (dal 29 novembre 2010) - Gen. B. Luigi Chiapperini (dal 17 settembre 2011) - Gen. B. Maurizio Angelo Scardino (dal 5 luglio 2013) - Gen. B. Claudio Minghetti (dal 26 marzo 2015) - Gen. B. Nicola Terzano (dal 2 dicembre 2016) - Gen. B. Diodato Abagnara (dal 27 giugno 2018) - Gen. B. Domenico Ciotti (dal 30 agosto 2019) - Gen. B. Massimiliano Quarto (dal 9 ottobre 2020) - Gen. B. Mario Ciorra (dal 22 luglio 2022) - Gen. B. Daniele Cesaro(dal 21 novembre 2024) |
| |

## Operazioni sul territorio nazionale
- La Brigata è stata impiegata per le operazioni di soccorso dopo il terremoto del Friuli nel 1976 ed in Campania nel 1980. Per il primo intervento la Brigata ha ricevuto la Medaglia d'argento al valor civile ed il Comune di Osoppo ha conferito la cittadinanza onoraria alla Brigata.
- La Brigata ed i reparti dipendenti hanno operato più volte in Sicilia, per l'Operazione Vespri siciliani e nell'ambito di numerose altre operazioni sul territorio nazionale, in supporto alle forze di sicurezza, finalizzate al controllo del territorio ed al contrasto della criminalità quali "Riace" (Calabria), "Partenope" (Napoli), "Domino" (Campania, 2001-2002) e recentemente "Strade Pulite" e "Strade Sicure" (entrambe in Campania, dal 2008 e tuttora in corso).
- Nel periodo 13 dicembre 2019 - 8 maggio 2020 è stata impegnata nell'Operazione "Strade Sicure" a Roma.

## Operazione di sostegno alle autorità sanitarie per la lotta alla COVID-19 (anno 2020-2021)
In una prima fase, quando ancora non esisteva alcun vaccino contro la COVID-19, la Brigata Bersaglieri Garibaldi ha allestito 15 drive-through-difesa in Campania per il prelievo dei tamponi e nel sito di Caserta per la loro elaborazione, grazie al laboratorio mobile del 7º Reggimento NBC gestito da operatori specializzati del "Celio".
In una seconda fase, quando finalmente sono arrivati i vaccini in Italia, la Brigata Bersaglieri Garibaldi ha allestito, presso il campo El-Alamein di Via Laviano a Caserta, un'area attrezzata di oltre 1000 metri quadri, capace di somministrate con 26 postazioni estendibili a 30 oltre 1500 vaccini al giorno, includendo nella struttura una sala di supporto per anestesisti e rianimatori per eventuali emergenze. Coadiuvando con il proprio personale logistico i medici e gli infermieri dell'Asl di Caserta si è predisposto così, per numero di vaccini inoculati al giorno, tra i più grandi centri d'Italia ed il primo in Campania.

## Operazioni ed esercitazioni fuori dal territorio nazionale

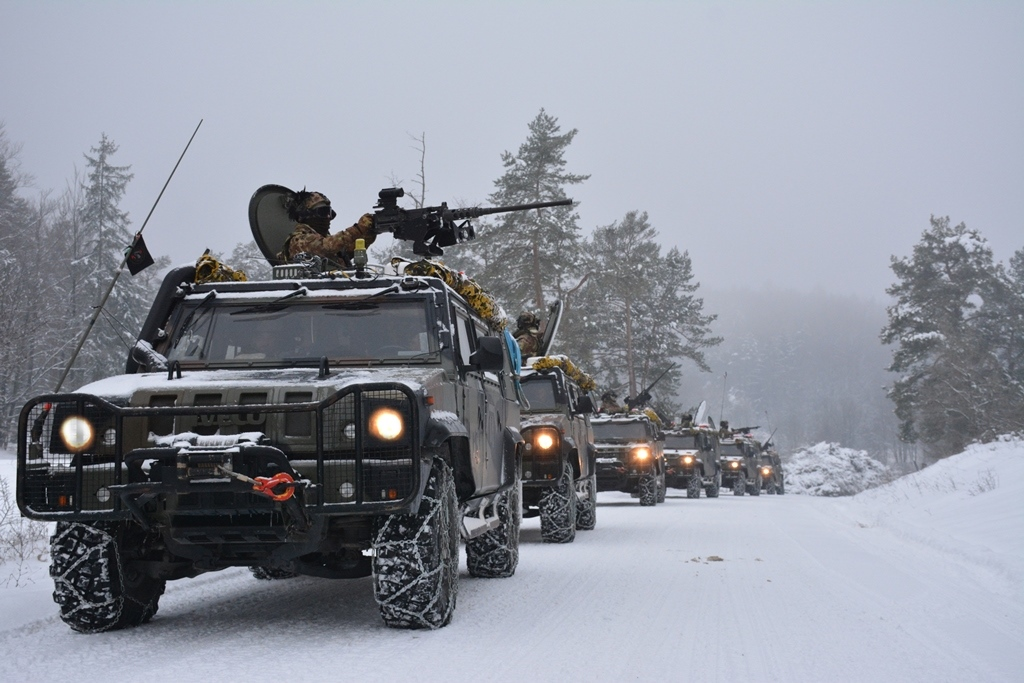
Colonna meccanizzata di Bersaglieri in una esercitazione Nato

- Inoltre la Brigata ha partecipato alle più importanti missioni internazionali di pace e di soccorso umanitario, delle quali si ricordano quelle nei Balcani, ove la Garibaldi ha operato ripetutamente tra il 1995 ed il 2001, ma soprattutto quale primo contingente italiano in Bosnia (IFOR, 1995), in Macedonia ed in Kosovo (EXTRACTION FORCE E KFOR, 1998-1999).
- La Garibaldi ha costituito il primo contingente di forze ad essere impiegato nel sud dell'Iraq (provincia di Dhi Qar) nell'ambito dell'Operazione Antica Babilonia (luglio 2003 - ottobre 2003). Vi ha fatto ritorno una seconda volta tra il 2004 ed il 2005 (dicembre-aprile) ed una terza ed ultima volta nel 2006 (maggio-dicembre), chiudendo di fatto il teatro iracheno dopo aver contribuito a costruire e mantenere un clima di sicurezza, al ripristino dei servizi essenziali e ad elevare le capacità delle autorità e delle forze di sicurezza locali ad esercitare e gestire la sicurezza ad un livello tale, da poterne trasferire la responsabilità alle istituzioni di governo e provinciali (2ª provincia dell'Iraq in assoluto ad effettuare tale transizione).
- Nel 2008 (maggio-novembre) la Brigata Garibaldi ha operato nel Libano meridionale (operazione Leonte), assumendo la responsabilità del Settore Ovest di UNIFIL (United Nations Interim Force in Lebanon) nell'ambito della missione di peacekeeping condotta dalle Nazioni Unite.
- Tra il 2009 ed il 2010 differenti reggimenti della Garibaldi (1º bersaglieri e 131º carri) hanno operato in Afghanistan, mentre la Brigata è destinata a breve a operare nuovamente in territorio libanese.
- Dal 03 maggio 2010 al 10 novembre 2010 la Brigata Bersaglieri "Garibaldi" è impegnata in LIBANO nell'ambito dell'Operazione "LEONTE 8.
- Dal 30 marzo 2012 al 15 settembre 2012 la Brigata Bersaglieri "Garibaldi" è impegnata in AFGANISTAN nell'ambito dell'Operazione "ISAF" XVIII.
- Dal 15 dicembre 2016 al 15 giugno 2017 la Brigata Bersaglieri "Garibaldi" è impegnata in AFGANISTAN nell'ambito dell'Operazione RS - "Resolute Support".
- Dal 12 ottobre 2018 al 7 maggio 2019 la Brigata Bersaglieri "Garibaldi" è impegnata in LIBANO nell'ambito dell'Operazione "LEONTE 25".
- Nel corso dell'anno 2019, sulla base dell'accordo esecutivo tra lo Stato Maggiore dell'Esercito italiano e lo Stato Maggiore delle Forze Armate del Qatar, la Brigata svolge nel poligono di "Al Galail", a sud della Capitale Doha, un ciclo addestrativo congiunto alle forze armate Locali dal 14 settembre al 30 ottobre 2019.

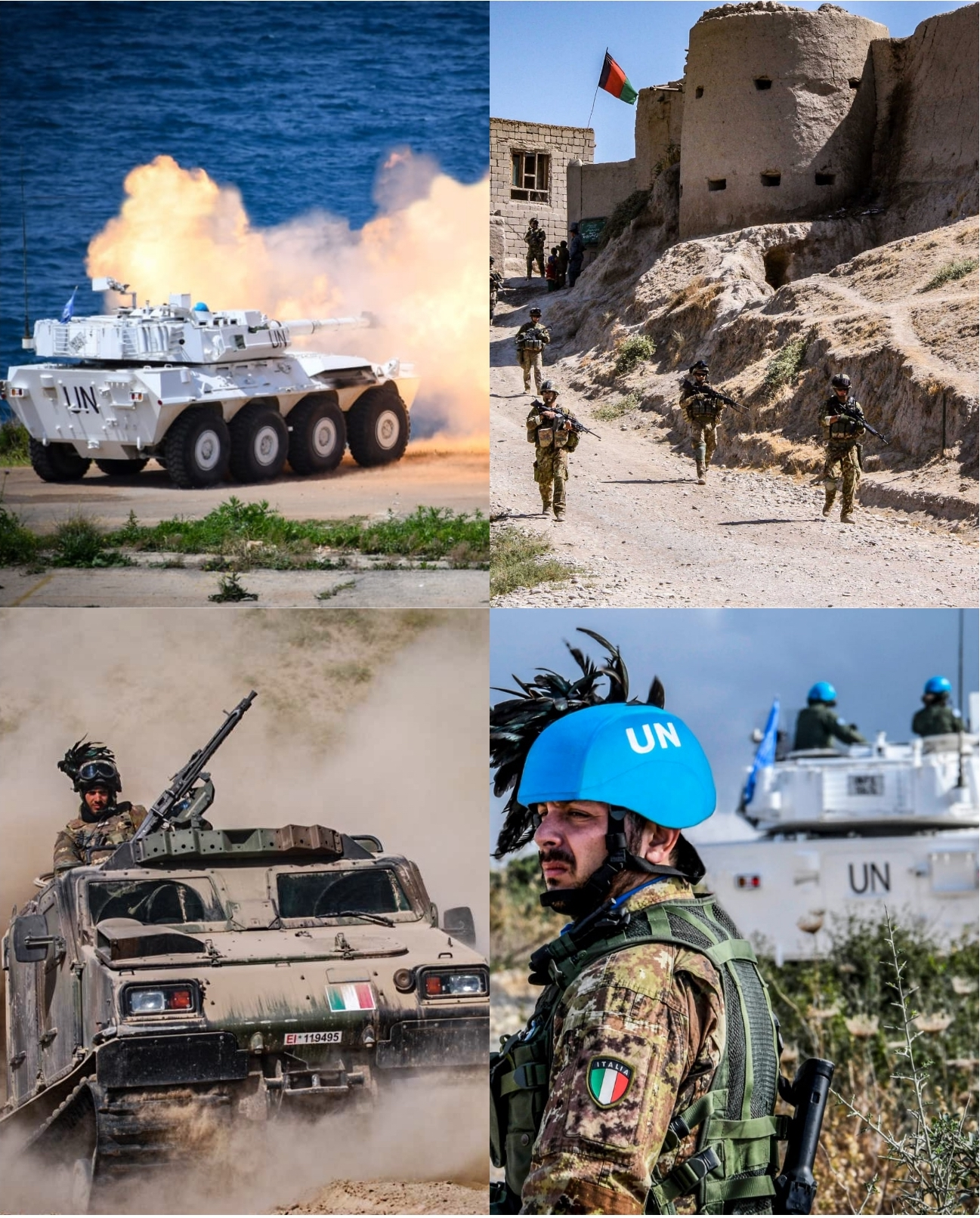
MISSIONI ISAF ED UNIFIL]
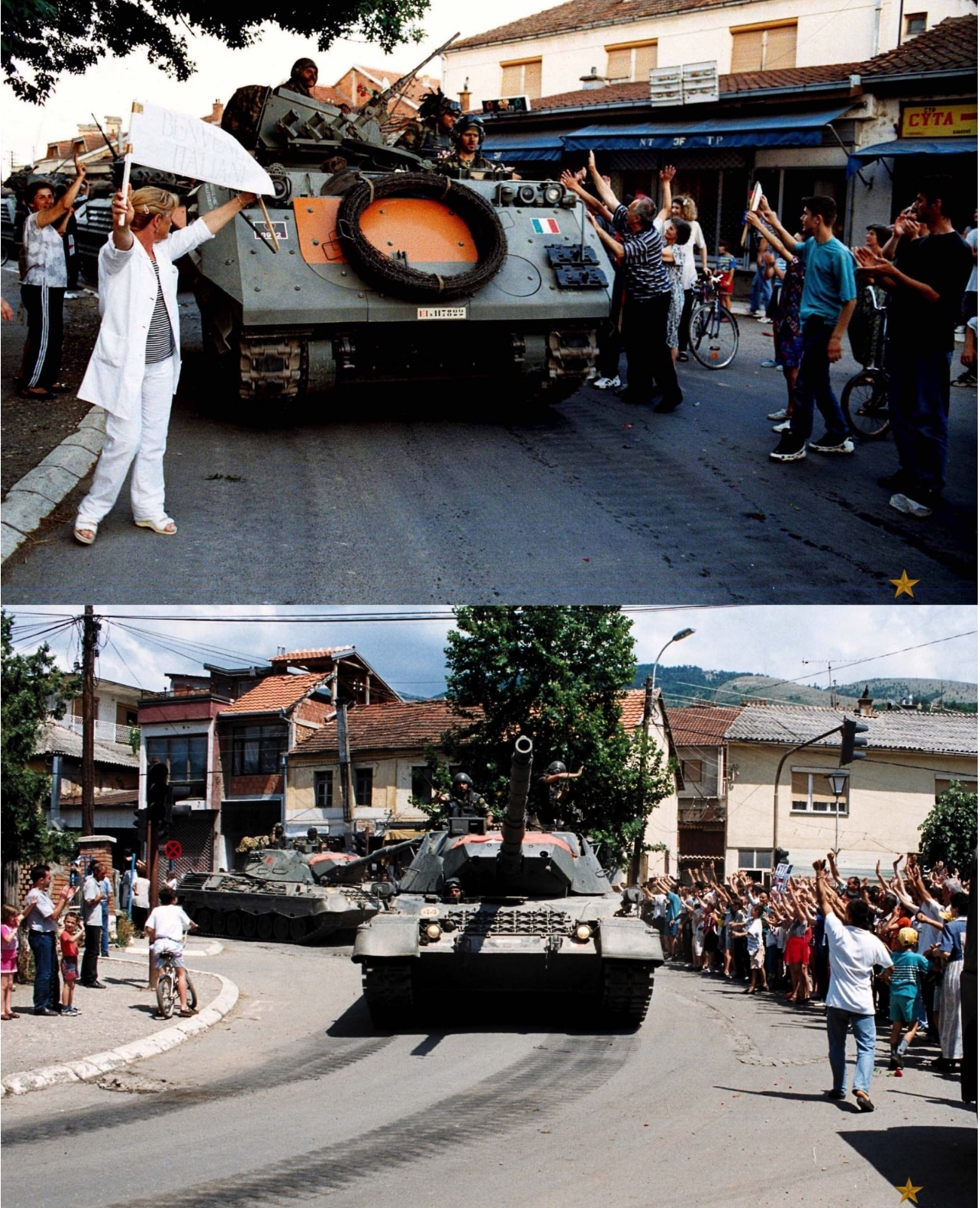
MISSIONE IN KOSOVO
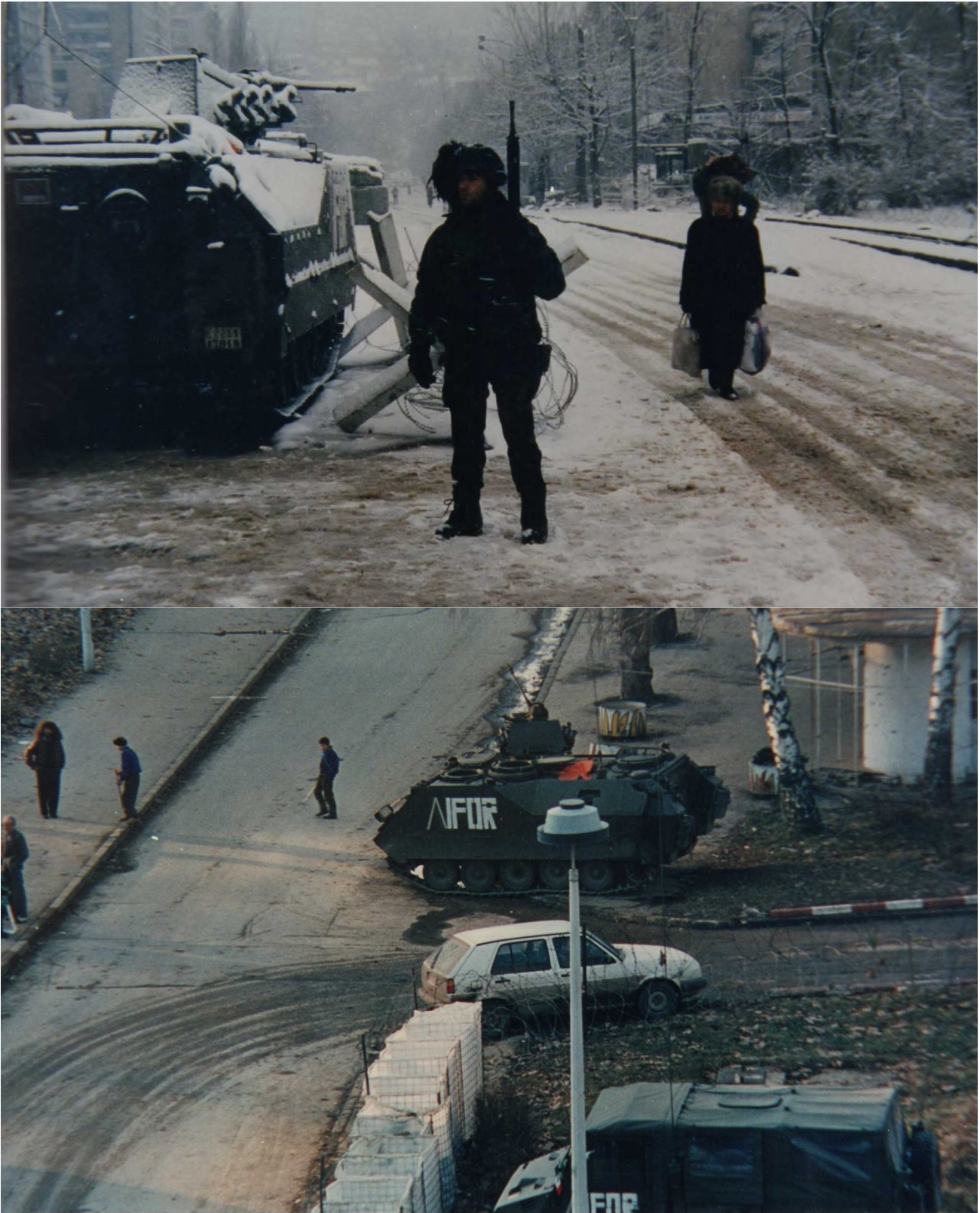
MISSIONE IN BOSNIA
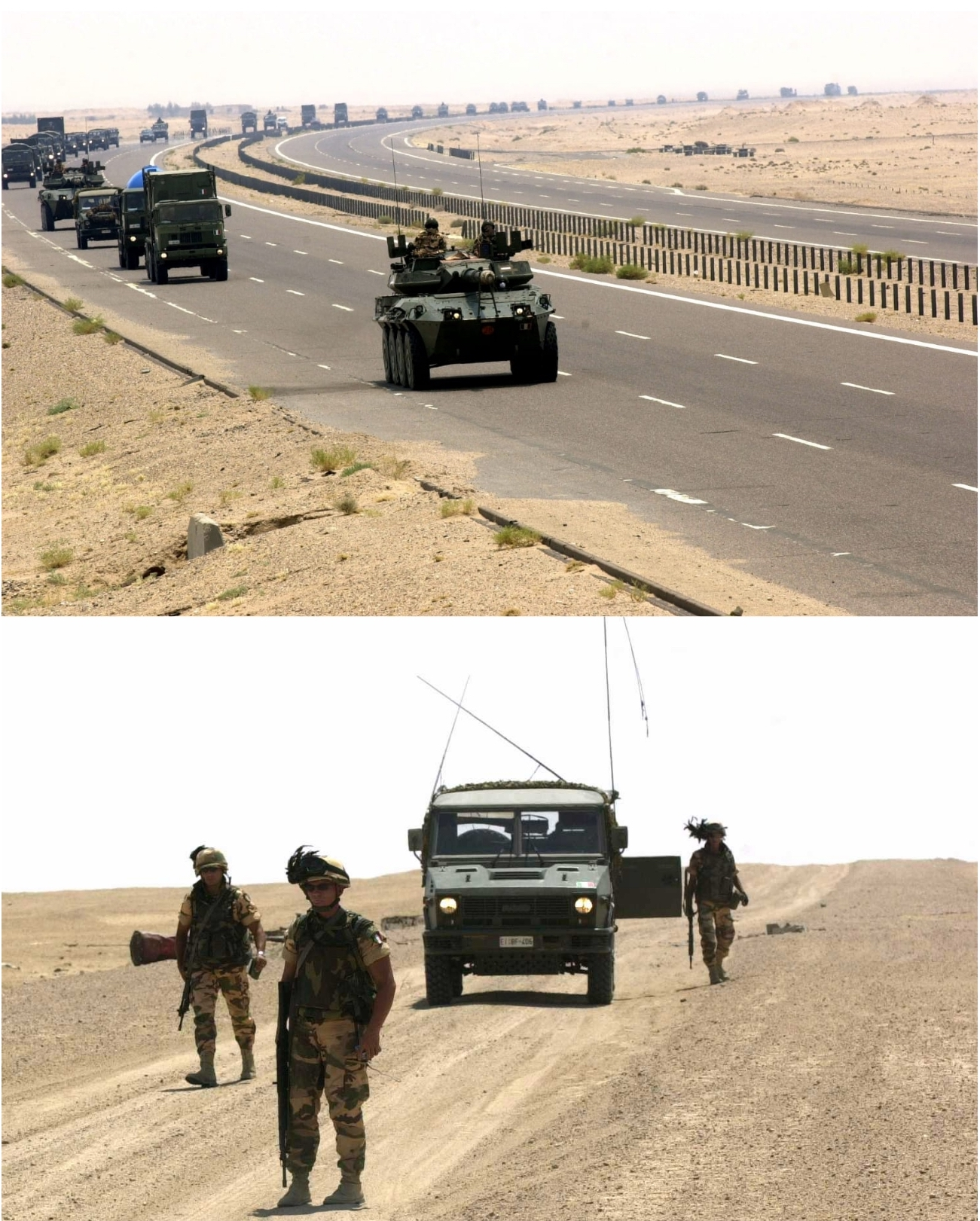
MISSIONE IN IRAQ

## Insegne
Su fondo cremisi con bordo giallo-oro; nel mezzo del fondo reca la cornetta dei volontari garibaldini e la sciabola delle guide.

## Il Crest

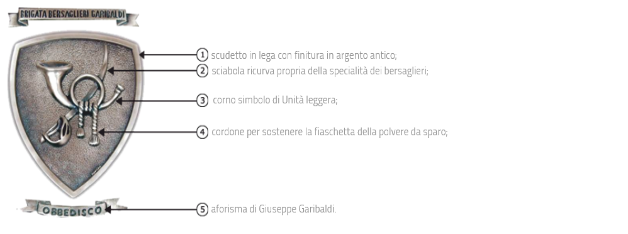

## Mezzi e armamenti a disposizione
Di seguito sono elencati i mezzi a disposizione della Brigata bersaglieri:
- Motociclo da ricognizione Cagiva 350 W12
- Land Rover AR 90
- VM 90T
- Lancia ACL 90
- Iveco ACTL 4x4
- VTLM Lince
- VCC-1/2
- M106
- M113
- VCC Dardo
- Puma 4x4
- Autoblindo 8x8 Centauro
- C-1 Ariete
- PzH 2000
- M577 - Veicolo Posto Comando
- M548 - Veicolo Trasporto Munizioni
- Carro Pioniere "PIONIERPANZER"
- Carro Gittaponte "BIBER"
- FD/175 - Apripista cingolato
- FL/175 - Caricatore cingolato
- JCB/426 - Caricatore ruotato
- FE/20 - Escavatore cingolato
- JCB 1CX/3CX - Terna ruotata
- Ponte Radio Digitale VHF di piccola capacità
- Stazione Radio SRT - 478
- Shelter tipo UEO 2 per Posti Comando
- Ponte Radio PR6/15
- Gruppo elettrogeno "COELMO"

## Onorificenze concesse alla Brigata Bersaglieri "Garibaldi"
Il 25 novembre 1999, la Brigata Bersaglieri "Garibaldi" riceve la cittadinanza onoraria della città di Caserta.
Il 26 ottobre 2006, la Brigata Bersaglieri "Garibaldi" riceve la cittadinanza onoraria della città di Teano.
In data 15 gennaio 2009, la Brigata Bersaglieri "Garibaldi" riceve la cittadinanza onoraria dal comune di Capodrise.